# 阿帕米亞和約
阿帕米亞和約是公元前188年塞琉古帝國統治者安條克三世（安條克大帝）與羅馬共和國之間的和約。條約是在羅馬贏得溫泉關之役（前191年）及馬格尼西亞之役（前190年）、以及羅馬與羅德島海軍戰勝了塞琉古海軍後簽訂的。
根據阿庇安的記載，在協議中，「安條克三世必須完全放棄歐洲及托羅斯山脈以北的亞洲地方、交出他所有的大象、以及只能擁有12艘戰船作為國民治安之用，然而在受到攻擊時他可以有多一些戰船。他不可以在羅馬的領土上招募僱佣兵或者款待逃犯。安條克要提供20名人質，人選由執政官挑選，除了安條克的兒子之外，人質每三年更換一次。以後他不能擁有大象，並且要為這次戰爭先支付500優卑亞塔蘭同，當元老院確認條約時再支付2,500塔蘭同，並在之後十二年分期支付12,000塔蘭同，每年一期送交到羅馬。他亦需要將所有戰俘及逃犯交回給我們，及將所有與歐邁尼斯的父親阿塔羅斯的協議中所得到而剩下的一切交回給歐邁尼斯。假如安條克如實地接受條款，我們將在元老院確認下給予他和平及友誼。」
羅馬將安那托利亞大部地區的控制權交給帕加馬──羅馬在戰役中的戰友及由羅馬指派的國王統治的國家，安條克則保留安那托利亞的龐非利亞及奇里乞亞地區。為了名聲，希臘化的國王一般都終其一生信守自己所簽過的條約。但在另一方面，他們的承繼人却不認為被先人所簽下的條約所束縛是一種光榮。雖然其他條款得到遵守，但海事條款似乎是中止了。 
阿帕米亞條款在弗里吉亞的阿帕米亞正式簽訂，條約使羅馬的政治霸權得以擴張到地中海東部，但這時候羅馬的勢力仍然是間接的，是倚賴本身的地位與二線勢力結盟。

## 參閱條目
- 塞琉古帝國
- 13世紀以前條約列表